# Списък на политическите партии в Тайван
Република Китай (Тайван) има многопартийна система с две доминиращи партии и няколко по-малки, които обикновено се коалират с някоя от големите партии.
| Партия                            | Места в парламента (2016) | Идеология            |
| --------------------------------- | ------------------------- | -------------------- |
| Демократическа прогресивна партия | 68                        | Либерализъм          |
| Гоминдан                          | 35                        | Консерватизъм        |
| Нова сила                         | 5                         | Социален либерализъм |
| Партия „Първо народа“             | 3                         | Консерватизъм        |
| Безпартиен съюз на солидарността  | 1                         | Консерватизъм        |
| независими                        | 1                         |                      |

## Извънпарламентарни партии
- Социалдемократическа партия
- Партия на зелените
- Тайванска държавна строителна партия
- Тайвански съюз на солидарността